# Ceratostylis scirpoides
Ceratostylis scirpoides är en orkidéart som beskrevs av Rudolf Schlechter. Ceratostylis scirpoides ingår i släktet Ceratostylis och familjen orkidéer.
Artens utbredningsområde är Papua Nya Guinea. Inga underarter finns listade i Catalogue of Life.